# أرمين هودجيتش
أرمين هودجيتش (بوسنية: Armin Hodžić؛ مواليد 17 نوفمبر 1994) هو لاعب كرة قدم بوسني محترف يجيد اللعب كمهاجم لصالح نادي دينامو زغرب الكرواتي و‌منتخب البوسنة والهرسك.

## وصلات خارجية
- أرمين هودجيتش على موقع الاتحاد الأوربي (الإنجليزية)
- أرمين هودجيتش على موقع اتحاد تركيا (لاعب) (الإنجليزية)
- أرمين هودجيتش على موقع قاعدة بيانات كرة القدم.إي يو (الإنجليزية)
- أرمين هودجيتش على موقع ناشيونال فوتبول تيمز (الإنجليزية)
- أرمين هودجيتش على موقع Soccerway.com (الإنجليزية)
- أرمين هودجيتش على موقع عالم كرة القدم.نت (الإنجليزية)
- أرمين هودجيتش على موقع AS.com (الإسبانية)
- أرمين هودجيتش على gnkdinamo.hr
- أرمين هودجيتش على sportsport.ba